# 四脊裸胞壳
四脊裸胞壳（学名：Emericella quadrilineata）是属于散囊菌目发菌科裸胞壳属的一种真菌，可生长在土壤、白血病患者的痰、霉纸盒等基物上。该种分布于中国、美国、阿根廷、澳大利亚、巴西、印度、伊拉克、沙特阿拉伯、南非、西班牙等地。
四脊裸胞壳是四带曲霉（Aspergillus tetrazonus）的有性型。